# ヴァチカーナ (小惑星)
ヴァチカーナ (416 Vaticana) は、小惑星帯に位置する大きな小惑星である。
オーギュスト・シャルロワがニースで発見し、ローマのティベレ川西岸にあったヴァティカヌスの丘にちなんで命名された。